# Mohamed Daf
Mohamed Habib Daf (* 10. März 1994) ist ein senegalesischer Fußballspieler.

## Karriere

### Verein
Daf begann seine Karriere in Belgien beim RSC Anderlecht, mit dem er in der Saison 2012/13 an der NextGen Series teilnahm. Im Sommer 2013 wechselte er zu Sporting Charleroi, wo er in der ersten Runde der Saison 2013/14 im Spiel gegen den FC Brügge sein Profidebüt gab. Nachdem er am dritten Spieltag, nachdem er zur Halbzeit eingewechselt worden war, Charleroi gegen RAEC Mons zum Sieg geschossen hatte, stand er im vierten Saisonspiel erstmals in der Startelf. Nachdem er in der folgenden Saison nur zu einem Ligaeinsatz gekommen war, wurde er im Sommer 2015 an den Zweitligisten Royal White Star Brüssel verliehen.

### Nationalmannschaft
Daf wurde 2014 erstmals in den senegalesischen Nationalkader berufen. Im Mai 2014 gab er schließlich im Testspiel gegen Kolumbien sein Länderspieldebüt.